# رودني مكمولين
رودني مكمولين (بالإنجليزية: Rodney McMullen)‏ هو رائد أعمال أمريكي، ولد في 1961 في ويليامزتاون في الولايات المتحدة.

## وصلات خارجية
- رودني مكمولين على موقع إن إن دي بي (الإنجليزية)